# Gasteranthus corallinus
Gasteranthus corallinus är en tvåhjärtbladig växtart som först beskrevs av Karl Fritsch, och fick sitt nu gällande namn av Wiehler. Gasteranthus corallinus ingår i släktet Gasteranthus och familjen Gesneriaceae. Inga underarter finns listade i Catalogue of Life.